# Капустин, Владимир Николаевич
Владимир Николаевич Капустин (род. 3 августа 1939, Омск) — советский футболист, нападающий.

## Биография
В 1961 году был призван на армейскую службу, играл за команду «Строитель» Красноярск, стал чемпионом города. За красноярскую команду мастеров «Локомотив» / «Рассвет» / «Автомобилист» выступал в 1962—1964, 1968—1970 годах. В 1965—1967 годах — игрок команды класса «Б» «Уралмаш» Сердловск.
В течение 12 лет был играющим тренером ДСО при заводе телевизоров «Рассвет». 10-кратный победитель чемпионата, 8-кратный обладатель Кубка Красноярского края.[уточнить] Работал в 20-й школе учителем труда и физкультуры.